# Hakan Şükür
Hakan Şükür (Sakarya, 1. rujna 1971.), umirovljeni je turski nogometaš.
Trenutačno drži rekord za najbrže ikad postignut pogodak na Svjetskim prvenstvima - mrežu Južne Koreje u utakmici za treće mjesto na SP 2002., 29. lipnja 2002. godine, zatresao je nakon 11 sekundi igre. Smatra se jednim od najboljih turskih nogometaša u povijesti.

## Igračka karijera
Hakan Şükür započeo je svoju nogometnu karijeru u lokalnom klubu Sakaryasporu gdje je debitirao 1988. godine. Dvije godine kasnije, 1990. godine, preselio se u Bursaspor u kojemu je ostao sljedeće dvije godine. U ljeto 1992. godine prešao je u Galatasaray s kojim je osvojio šest naslova prvaka i četiri turska kupa. U sezoni 1999./00. Şükür je s Galatasarayem osvojio Kup UEFA, a bio je i najbolji strijelac toga natjecanja s 10 pogodaka. Između dvaju boravaka u Galatasarayu odigrao je 5 utakmica za Torino F.C. postigavši 1 pogodak. Izvan Turske igrao je još za Internazionale Milano, Parmu i Blackburn Rovers, ali s ne toliko uspjeha. 2003. godine po drugi puta vratio se u Galatasaray gdje je ostao do završetka igračke karijere, 2008. godine. Tada je za Galatasaray odigrao 146 utakmica i postigao 55 pogodaka.

### Reprezentativna karijera
Za tursku nogometnu reprezentaciju odigrao je 112 utakmica i postigao 51 pogodak što ga čini najboljim strijelcem reprezentacije u povijesti. U ožujku 1992. godine prvi puta zaigrao je za reprezentaciju u prijateljskome ogledu s Luksemburgom (Luxembourg, 25. ožujka 1992., 3:2). Svoj prvi pogodak za tursku reprezentaciju zabio je već u svome sljedećem nastupu, u prijateljskome ogledu protiv Danske (Ankara, 8. travnja 1992., 2:1).

## Politička karijera
U lipnju 2011. godine, Şükür je započeo svoju političku karijeru. Na turskim parlamentarnim izborima 2011. godine na listi Stranke pravde i razvitka (tur. Adalet ve Kalkınma Partisi) izabran je zastupnikom za Istanbul (3. izborna jedinica za Istanbul) u turskome parlamentu. 16. prosinca 2013. godine Hakan Şükür podnio je ostavku na članstvo u stranci te je odlučio nastaviti kao nezavisni zastupnik. Na turskim parlamentarnim izborima 2015. godine izašao je kao nezavisni kandidat (3. izborna jedinica za Istanbul) ali tada nije bio izabran.

## Vanjske poveznice
- Hakan Şükür na fifa.com  Arhivirana inačica izvorne stranice od 10. prosinca 2015. (Wayback Machine) (engl.)
- Hakan Şükür na national-football-teams.com (engl.)